# Apogonia scrobicollis
Apogonia scrobicollis är en skalbaggsart som beskrevs av Moser 1915. Apogonia scrobicollis ingår i släktet Apogonia och familjen Melolonthidae. Inga underarter finns listade i Catalogue of Life.